# Yzeux
Yzeux è un comune francese di 269 abitanti situato nel dipartimento della Somme nella regione dell'Alta Francia.

## Storia

### Simboli
Il comune ha ripreso lo stemma presente sulla tomba della famiglia Cornet d'Yzeux nel cimitero locale.

## Società

### Evoluzione demografica
Abitanti censiti